# Stopowłos
Stopowłos (Belomys) – rodzaj ssaków z podrodziny wiewiórek (Sciurinae) w obrębie rodziny wiewiórkowatów (Sciuridae). 

## Zasięg występowania
Rodzaj obejmuje jeden żyjący współcześnie gatunek występujący w Azji. 

## Morfologia
Długość ciała (bez ogona) 189–214,5 mm, długość ogona 135,8–169,3 mm; masa ciała 156 g.

## Systematyka
Rodzaj zdefiniował w 1908 roku angielski zoolog Oldfield Thomas na łamach The Annals And Magazine of Natural History. Na gatunek typowy Thomas wyznaczył (oryginalne oznaczenie) stopowłosa górskiego (B. pearsonii).

### Etymologia
Belomys: gr. βελος belos ‘strzała’; μυς mus, μυος muos ‘mysz’. 

### Podział systematyczny
Do rodzaju należy jeden występujący współcześnie gatunek:
- Belomys pearsonii (J.E. Gray, 1842) – stopowłos górski

Opisano również gatunek wymarły z plejstocenu Tajlandii:
- Belomys thamkaewi Chaimanee & Jaeger, 2000